# Conviasa
Conviasa (Consorcio Venezolano de Industrias Aeronáuticas y Servicios Aéreos S.A.) es una aerolínea venezolana  creada en 2004 bajo el gobierno del presidente venezolano Hugo Chávez. Tiene su sede en el Aeropuerto Internacional de Maiquetía Simón Bolívar, Maiquetía. Conviasa es la filial del anterior Ministerio del Poder Popular para Transporte Acuático y Aéreo (MPPTAA). Conviasa fue la filial del anterior Ministerio del Poder Popular para el Transporte y Comunicaciones. y en noviembre de 2011, se dividió este último y creó el Ministerio del Poder Popular para el Transporte Terrestre y el MPPTAA. Entonces, la aerolínea Conviasa pasa a ser como Viceministerio para la Aerolínea Conviasa del MPPTAA. El 3 de abril de 2012, la Unión Europea prohibió a Conviasa operar en su espacio aéreo. El 10 de julio de 2013, la Unión Europea levantó el veto, permitiéndole realizar vuelos hacia el continente. El 7 de febrero de 2020 el gobierno federal de los Estados Unidos a través de la OFAC sanciona a la aerolínea, incluyendo a toda su flota de aviones, restringiendo su paso aéreo en ese territorio.

## Historia

### Inicios
El 30 de marzo de 2004, el presidente venezolano Hugo Chávez,firmó un decreto para establecer formalmente la aerolínea. Este decreto fue publicado al día siguiente en la Gaceta Oficial N.º 37.910 de Venezuela.
El 28 de noviembre de 2004, se realizó el vuelo inaugural con un avión De Havilland Canada Dash 7, el cual voló desde el Aeropuerto Caracas «Oscar Machado Zuloaga» , en Charallave, Estado Miranda, hasta el Aeropuerto Internacional del Caribe Santiago Mariño, en la Isla de Margarita. El 10 de diciembre de 2004, Conviasa empezó formalmente sus operaciones tanto nacionales como internacionales.
Inicialmente, la aerolínea perteneció al extinto Ministerio de la Producción y el Comercio, pero ahora su administración depende del Ministerio del Poder Popular para Transporte Acuático y Aéreo.

El 7 de febrero de 2020 El gobierno de Estados Unidos a través de la OFAC sancionó a la aerolínea Conviasa, incluyendo a toda su flota de aviones, restringiendo su paso aéreo en ese territorio. Steven Mnuchin, quien era el secretario del Tesoro en su momento, sostuvo que la aerolínea era el soporte del régimen de Nicolás Maduro para trasladar a funcionarios “corruptos” alrededor del mundo. Para 2022 Conviasa continuaba censurada para la apertura de vuelos sobre países como Argentina Chile y Colombia, en junio se le presentó un problema a causa de un avión venezolano Boeing 747-300, perteneciente a su filial la empresa venezolana Emtrasur que fue retenido en el aeropuerto de Ezeiza, Argentina

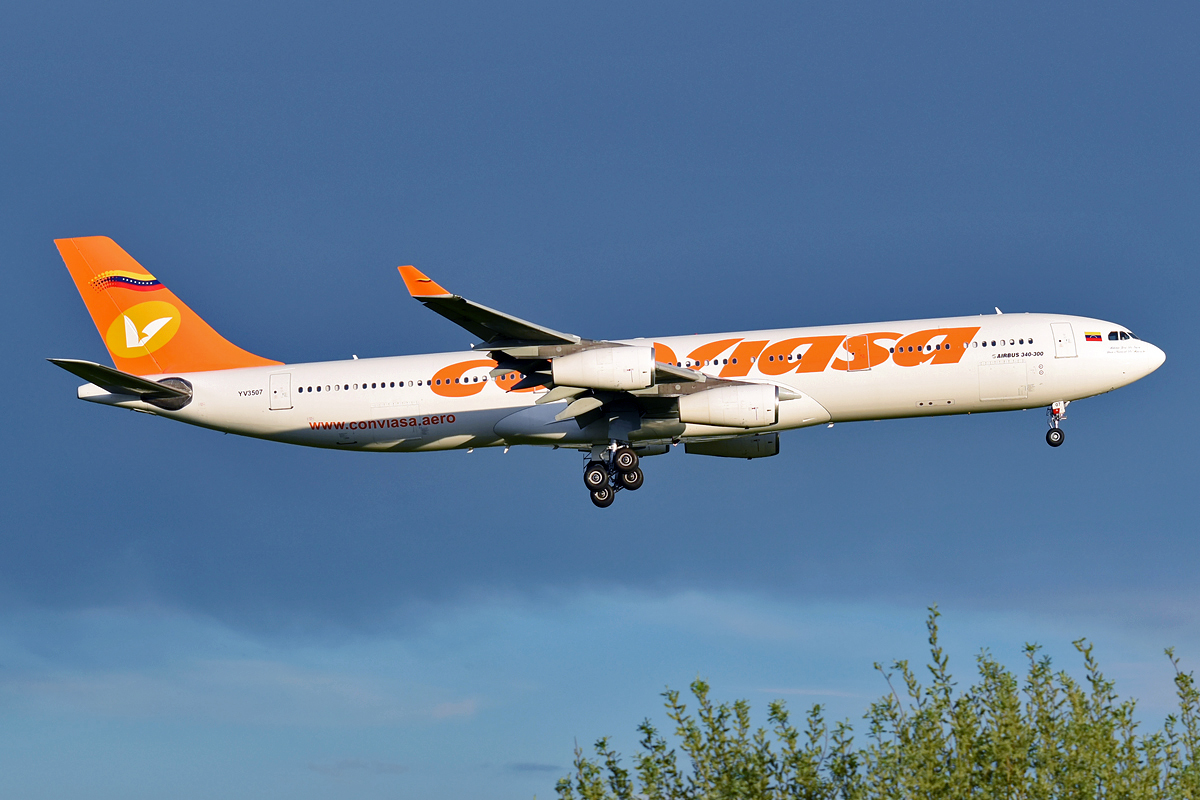
Airbus A340-300 de Conviasa

## Flota

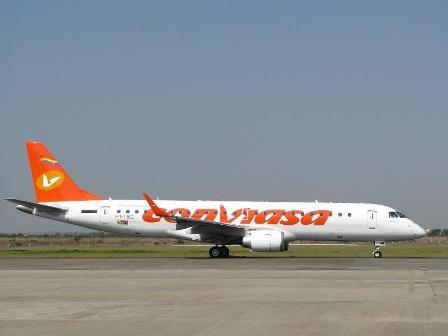
Embraer E190 de Conviasa

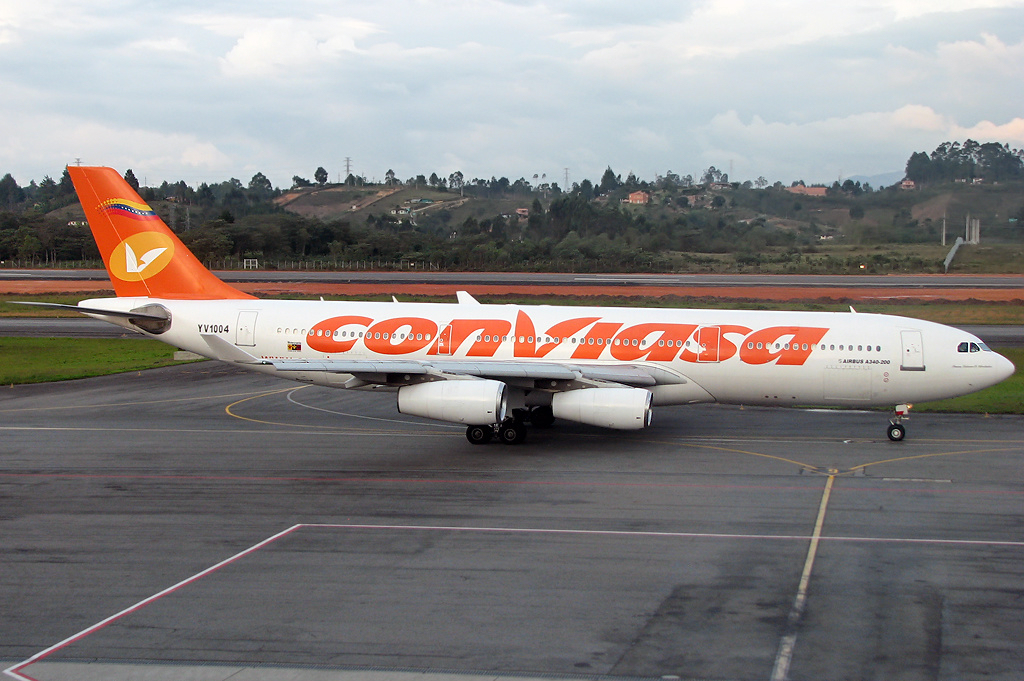
Airbus A340-200 de Conviasa

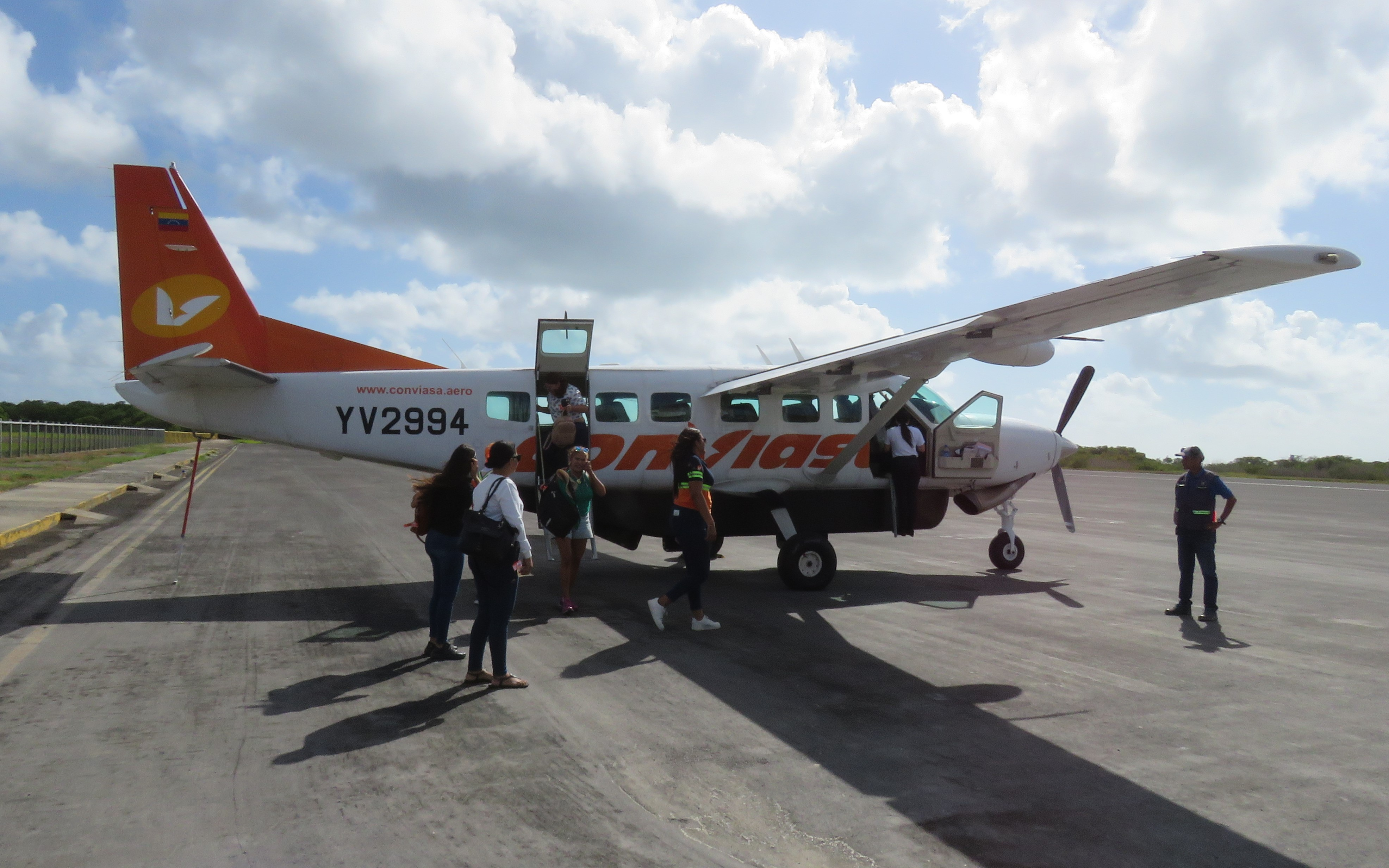
Cessna 208B Grand Caravan de Conviasa

| Aeronaves                 | Activos | Pedidos | Estacionado | Pasajeros                                        | Pasajeros                                        | Pasajeros                                        | Pasajeros                                        | Pasajeros                                        | Matrículas                                       | Antigüedad                                       | Notas                                            |
| Aeronaves                 | Activos | Pedidos | Estacionado | F                                                | C                                                | W                                                | Y                                                | Total                                            | Matrículas                                       | Antigüedad                                       | Notas                                            |
| ------------------------- | ------- | ------- | ----------- | ------------------------------------------------ | ------------------------------------------------ | ------------------------------------------------ | ------------------------------------------------ | ------------------------------------------------ | ------------------------------------------------ | ------------------------------------------------ | ------------------------------------------------ |
| ATR 42-400                | 1       | —       | —           | —                                                | —                                                | —                                                | 48                                               | 48                                               | YV1009                                           | 29,6 años                                        |                                                  |
| Airbus ACJ319             | 1       | —       | —           | VIP                                              | VIP                                              | VIP                                              | VIP                                              | VIP                                              | YV2984                                           | 24,2 años                                        | Operando para el Gobierno de Venezuela.          |
| Airbus A340-200           | 2       | —       | —           | VIP                                              | VIP                                              | VIP                                              | VIP                                              | VIP                                              | YV1004                                           | 32 años                                          | Operando para el Gobierno de Venezuela.          |
| Airbus A340-200           | 2       | —       | —           | —                                                | 42                                               | —                                                | 276                                              | 318                                              | YV3554                                           | 30,4 años                                        |                                                  |
| Airbus A340-300           | —       | —       | 1           | 8                                                | 28                                               | —                                                | 219                                              | 255                                              | YV3507                                           | 27,7 años                                        | Estacionado desde 2023 en IKA                    |
| Airbus A340-600           | 1       | —       | 2           | —                                                | 48                                               | 38                                               | 225                                              | 311                                              | YV3533                                           | 23,8 años                                        | Estacionado desde 2024 en CCS                    |
| Airbus A340-600           | 1       | —       | 2           | —                                                | 48                                               | 38                                               | 225                                              | 311                                              | YV3545                                           | 22,9 años                                        |                                                  |
| Airbus A340-600           | 1       | —       | 2           | —                                                | 48                                               | 38                                               | 225                                              | 311                                              | YV3535                                           | 22,8 años                                        | Estacionado desde 2025 en IKA                    |
| Cessna 208B Grand Caravan | 5       | —       | 1           | —                                                | —                                                | —                                                | 13                                               | 13                                               | YV2969                                           | 11,6 años                                        | Operando para Conviasa Regional                  |
| Cessna 208B Grand Caravan | 5       | —       | 1           | —                                                | —                                                | —                                                | 13                                               | 13                                               | YV2970                                           | 11 años                                          | Operando para Conviasa Regional                  |
| Cessna 208B Grand Caravan | 5       | —       | 1           | —                                                | —                                                | —                                                | 13                                               | 13                                               | YV3032                                           | 11,2 años                                        | Operando para Conviasa Regional                  |
| Cessna 208B Grand Caravan | 5       | —       | 1           | —                                                | —                                                | —                                                | 13                                               | 13                                               | YV2993                                           | 11,1 años                                        | Operando para Conviasa Regional                  |
| Cessna 208B Grand Caravan | 5       | —       | 1           | —                                                | —                                                | —                                                | 13                                               | 13                                               | YV2994                                           | 11,1 años                                        | Operando para Conviasa Regional                  |
| Cessna 208B Grand Caravan | 5       | —       | 1           | —                                                | —                                                | —                                                | 13                                               | 13                                               | YV3034                                           | 11 años                                          | Estacionada                                      |
| Embraer E-190             | 6       | —       | 9           | —                                                | —                                                | —                                                | 104                                              | 104                                              | YV2966                                           | 13,8 años                                        |                                                  |
| Embraer E-190             | 6       | —       | 9           | —                                                | —                                                | —                                                | 104                                              | 104                                              | YV2850                                           | 13,6 años                                        | Estacionado desde 2015 en CCS                    |
| Embraer E-190             | 6       | —       | 9           | —                                                | —                                                | —                                                | 104                                              | 104                                              | YV2849                                           | 13,5 años                                        | Estacionado desde 2015 en CCS                    |
| Embraer E-190             | 6       | —       | 9           | —                                                | —                                                | —                                                | 104                                              | 104                                              | YV2851                                           | 13,5 años                                        | Estacionado desde 2019 en CCS                    |
| Embraer E-190             | 6       | —       | 9           | —                                                | —                                                | —                                                | 104                                              | 104                                              | YV2911                                           | 12,3 años                                        | Estacionado desde 2024 en CCS                    |
| Embraer E-190             | 6       | —       | 9           | —                                                | —                                                | —                                                | 104                                              | 104                                              | YV2912                                           | 12,3 años                                        | Estacionado desde 2023 en CCS                    |
| Embraer E-190             | 6       | —       | 9           | —                                                | —                                                | —                                                | 104                                              | 104                                              | YV2913                                           | 12,2 años                                        | Estacionado desde 2021 en CCS                    |
| Embraer E-190             | 6       | —       | 9           | —                                                | —                                                | —                                                | 104                                              | 104                                              | YV2944                                           | 11,8 años                                        | "Plan Vuelta a la Patria" sticker                |
| Embraer E-190             | 6       | —       | 9           | —                                                | —                                                | —                                                | 104                                              | 104                                              | YV2943                                           | 11,8 años                                        | Estacionado desde 2019 en CCS                    |
| Embraer E-190             | 6       | —       | 9           | —                                                | —                                                | —                                                | 104                                              | 104                                              | YV2953                                           | 11,8 años                                        |                                                  |
| Embraer E-190             | 6       | —       | 9           | —                                                | —                                                | —                                                | 104                                              | 104                                              | YV2954                                           | 11,8 años                                        |                                                  |
| Embraer E-190             | 6       | —       | 9           | —                                                | —                                                | —                                                | 104                                              | 104                                              | YV2964                                           | 11,8 años                                        |                                                  |
| Embraer E-190             | 6       | —       | 9           | —                                                | —                                                | —                                                | 104                                              | 104                                              | YV2965                                           | 11,8 años                                        | Estacionado desde 2017 en CCS                    |
| Embraer E-190             | 6       | —       | 9           | —                                                | —                                                | —                                                | 104                                              | 104                                              | YV3052                                           | 10,9 años                                        |                                                  |
| Embraer E-190             | 6       | —       | 9           | —                                                | —                                                | —                                                | 104                                              | 104                                              | YV3071                                           | 10,9 años                                        |                                                  |
| Embraer Lineage 1000      | 1       | —       | —           | VIP                                              | VIP                                              | VIP                                              | VIP                                              | VIP                                              | YV3016                                           | 17,3 años                                        | Operando para el Gobierno de Venezuela.          |
| Total                     | 17      | —       | 13          | Edad media de la flota (julio de 2025): 16 años. | Edad media de la flota (julio de 2025): 16 años. | Edad media de la flota (julio de 2025): 16 años. | Edad media de la flota (julio de 2025): 16 años. | Edad media de la flota (julio de 2025): 16 años. | Edad media de la flota (julio de 2025): 16 años. | Edad media de la flota (julio de 2025): 16 años. | Edad media de la flota (julio de 2025): 16 años. |

### Flota retirada
| Aeronaves                  | Número | Introducido | Retirado | Matrículas                                                                              | Notas |
| -------------------------- | ------ | ----------- | -------- | --------------------------------------------------------------------------------------- | --- |
| ATR 72                     | 3      | 2007        | 2015     | YV1850, YV2421 y YV2422                                                                 | YV2421 por reincorporarse a la flota.                                                                          |
| Boeing 737-200             | 7      | 2006        | 2019     | XA-TWR, XA-UBB, YV101T, YV102T, YV206T, YV2558, YV2559, YV378T, YV475T, YV3434 y YV476T | YV3434 (operando para el Gobierno de Venezuela) estacionado desde noviembre de 2019                            |
| Boeing 737-300             | 3      | 2005        | 2016     | YV100T, YV1007, YV2556 y YV2557                                                         | |

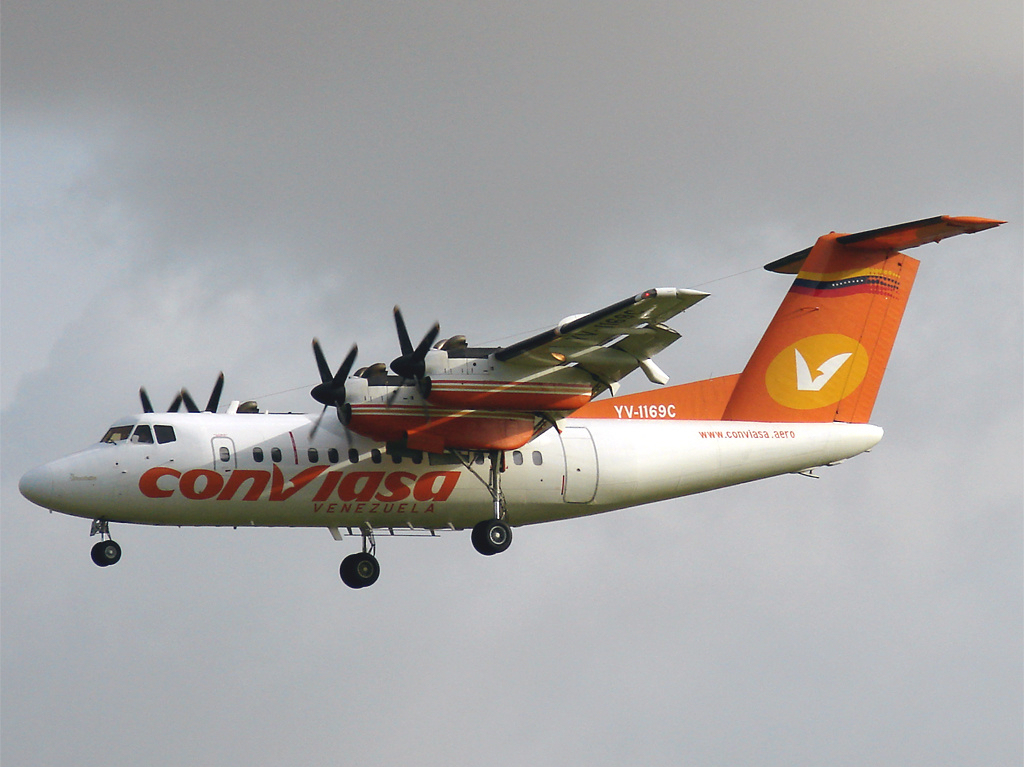
De Havilland Canada Dash 7 de Conviasa

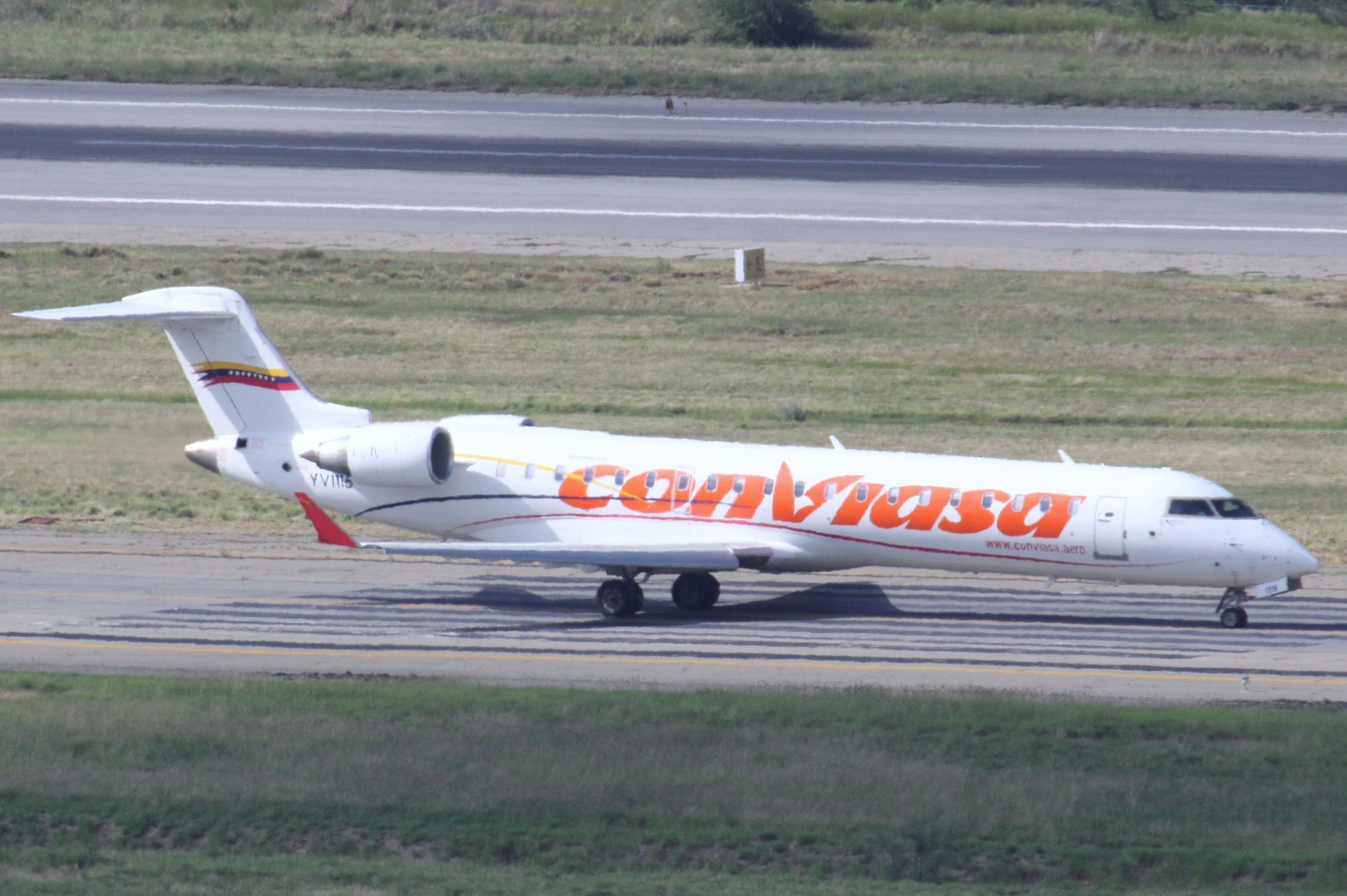
Bombardier CRJ-700 de Conviasa

| Boeing 747-300F            | 1      | 2021        | 2024     | YV3531                                                                                  | Confiscado por Estados Unidos en febrero de 2024. Operado por Conviasa para su filial de carga, Emtrasur Cargo |

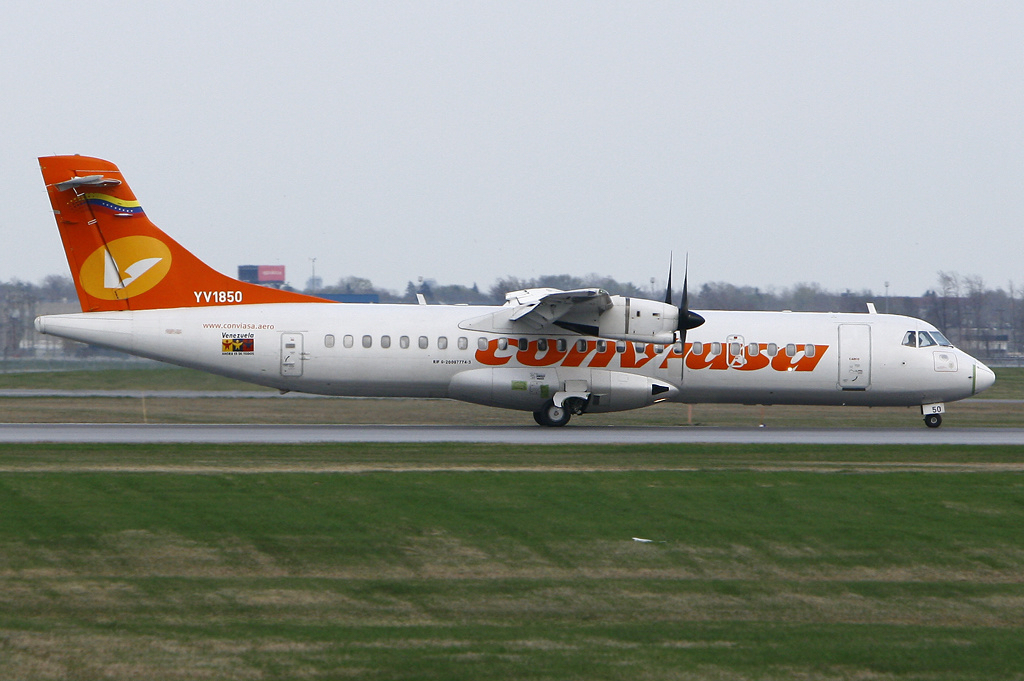
ATR 72 de Conviasa

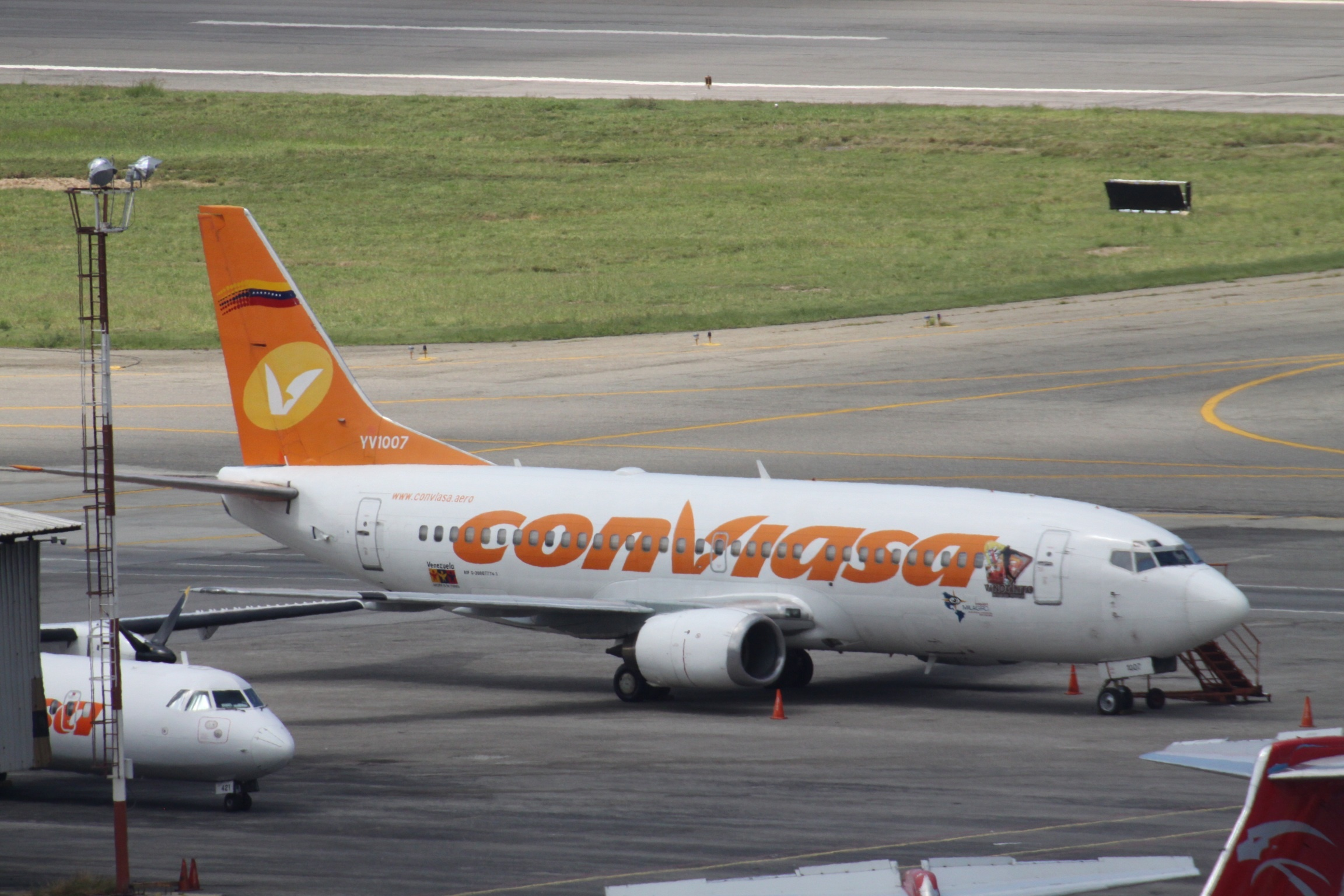
Boeing 737-300 de Conviasa

| Airbus A340-600            | 1      | 2022        | 2024     | YV3533 "Generalísimo Francisco De Miranda"                                              | Retirado de la flota                                                                                           |
| Embraer E-190              | 9      | 2012        | __       | YV2850, YV2849, YV2851, YV2911, YV2912, YV2913, YV2943, YV2954 y YV2965                 | Estacionados                                                                                                   |
| Boeing 747-400             | 2      | 2015        | 2017     | EC-KXN y EC-LNA                                                                         | |
| Bombardier CRJ-700         | 4      | 2009        | 2019     | YV1111, YV1115, YV2088 y YV2115                                                         | |
| De Havilland Canadá Dash 7 | 2      | 2004        | 2013     | YV1169C, YV1000 y YV1003                                                                | |

## Destinos
| País                           | Destinos                           | Aeropuertos                                         | Desde |
| ------------------------------ | ---------------------------------- | --------------------------------------------------- | --- |
| Barbados                       | Bridgetown                         | Aeropuerto Internacional Grantley Adams             | Caracas |
| Brasil                         | Manaos                             | Aeropuerto Internacional Eduardo Gomes              | Ciudad Guayana |
| Bolivia                        | Santa Cruz de la Sierra            | Aeropuerto Internacional Viru Viru                  | Caracas |
| China                          | Cantón                             | Aeropuerto Internacional de Cantón-Baiyun           | Caracas |
| Cuba                           | La Habana                          | Aeropuerto Internacional José Martí                 | Caracas y Managua |
| México                         | Cancún                             | Aeropuerto Internacional de Cancún                  | Caracas |
| México                         | Estado de México                   | Aeropuerto Internacional Felipe Ángeles             | Caracas |
| Nicaragua                      | Managua                            | Aeropuerto Internacional Augusto C. Sandino         | Caracas y La Habana |
| Rusia                          | Moscú                              | Aeropuerto Internacional de Moscú-Vnúkovo           | Caracas y Porlamar |
| Venezuela                      | Acarigua-Araure, Portuguesa        | Aeropuerto Gral. Bgda. Oswaldo Guevara Mújica       | Caracas |
| Venezuela                      | Barcelona, Anzoátegui              | Aeropuerto Internacional José Antonio Anzoátegui    | Porlamar |
| Venezuela                      | Barinas, Barinas                   | Aeropuerto Luisa Cáceres de Arismendi               | Caracas y Porlamar |
| Venezuela                      | Mérida, Mérida                     | Aeropuerto Alberto Carnevalli                       | Caracas |
| Venezuela                      | Barquisimeto, Lara                 | Aeropuerto Internacional Jacinto Lara               | Caracas y Porlamar |
| Venezuela                      | Canaima, Bolívar                   | Aeropuerto Parque Nacional Canaima                  | Caracas y Santa Elena de Urairén (Inicia 15 de agosto de 2025) |
| Venezuela                      | Caracas, Distrito Capital          | Aeropuerto Internacional de Maiquetía Simón Bolívar | Acarigua, Barinas, Barquisimeto, Canaima, Ciudad Guayana, Cumaná, El Vigía, La Fría, Las Piedras, Los Roques, Maracaibo, Maturín, Mérida, Porlamar, Puerto Ayacucho, San Antonio, San Cristóbal, Santa Elena de Urairén (Planes de inicio) y San Fernando de Apure |
| Venezuela                      | Ciudad Guayana, Bolívar            | Aeropuerto Internacional Manuel Piar                | Canaima (Inicia 15 en agosto de 2025), Caracas, Maracaibo, Porlamar, Valencia y Santa Elena de Urairén (Inicia 15 de agosto de 2025) |
| Venezuela                      | Cumaná, Sucre                      | Aeropuerto Internacional Antonio José de Sucre      | Caracas |
| Venezuela                      | El Vigía, Mérida                   | Aeropuerto Juan Pablo Pérez Alfonzo                 | Caracas y Porlamar |
| Venezuela                      | La Fría, Táchira                   | Aeropuerto Francisco García de Hevia                | Caracas y Porlamar |
| Venezuela                      | Las Piedras, Falcón                | Aeropuerto Internacional Josefa Camejo              | Caracas |
| Venezuela                      | Los Roques, Dependencias Federales | Aeropuerto de Los Roques                            | Caracas |
| Venezuela                      | Maracaibo, Zulia                   | Aeropuerto Internacional de La Chinita              | Caracas, Ciudad Guayana, Maturín y Porlamar |
| Venezuela                      | Maturín, Monagas                   | Aeropuerto Internacional José Tadeo Monagas         | Caracas, Maracaibo y Porlamar |
| Venezuela                      | Porlamar, Nueva Esparta            | Aeropuerto Internacional del Caribe Santiago Mariño | Barcelona, Barinas, Barquisimeto, Caracas, Ciudad Guayana, El Vigía, La Fría, Maracaibo, Maturín, Puerto Ayacucho, San Cristóbal, Tucupita, Valencia y Valera |
| Venezuela                      | Puerto Ayacucho, Amazonas          | Aeropuerto Cacique Aramare                          | Caracas y San Fernando de Apure |
| Venezuela                      | San Antonio del Táchira, Táchira   | Aeropuerto Juan Vicente Gómez                       | Caracas |
| Venezuela                      | San Cristóbal, Táchira             | Aeropuerto Internacional de Santo Domingo           | Caracas, Maturín y Porlamar |
| Venezuela                      | San Fernando, Apure                | Aeropuerto de las Flecheras                         | Caracas y Puerto Ayacucho |
| Venezuela                      | Santa Elena de Urairén             | Aeropuerto de Santa Elena de Urairén                | Caracas (Planes de inicio), Canaima y Ciudad Guayana |
| Venezuela                      | Tucupita, Delta Amacuro            | Aeropuerto de Tucupita                              | Maturín y Porlamar |
| Venezuela                      | Valencia, Carabobo                 | Aeropuerto Internacional Arturo Michelena           | Ciudad Guayana y Porlamar |
| Venezuela                      | Valera, Trujillo                   | Aeropuerto Nacional Antonio Nicolás Briceño         | Caracas, Porlamar |
| Total: 33 destinos en 9 países |                                    |                                                     | |

## Emtrasur Cargo
Emtrasur es una empresa filial de Conviasa creada el 19 de noviembre de 2020 según decreto n.º 4.379 publicado en gaceta oficial del 19 de noviembre de 2020 y que estaba activa con un solo avión de carga, Boeing 747-300 matrícula YV3531 con capacidad de 90 toneladas o 600 metros cúbicos, su vuelo inaugural fue en febrero de 2022 desde Minsk, Bielorrusia, rumbo a Caracas con 24 toneladas de medicamentos y equipos médicos. Sus últimos vuelos han sido registrados como sospechosos. Con 14 tripulantes venezolanos y 5 iraníes la aeronave fue retenida en el Aeropuerto Internacional Ministro Pistarini de Buenos Aires en junio de 2022. El piloto del avión venezolano-iraní, Gholamreza Ghasemi, es cuestionado por operar bajo las órdenes de Teherán. El 11 de julio Chile nombró una comisión de diputados para investigar el avión Airbus A340 con las siglas de la aerolínea estatal venezolana Conviasa con documentación falsa que pertenece a una compañía iraní que aterrizó en Chile procedente de Caracas el 21 de junio y que realizó la gira presidencial de Nicolás Maduro unos días antes, estaba sancionada por EE. UU. por sus vínculos con Hezbolá.
Todos sus tripulantes fueron retenidos para ser investigados, el 12 de agosto la nave fue incautada por el gobierno de Argentina. En octubre fueron liberados todos los tripulantes, pero el avión quedó retenido al violarse las medidas de control durante la compra a la empresa iraní Mahan Air. El gobierno venezolano ha insistido que le sea devuelta la aeronave.

## Accidentes e incidentes
- El 16 de diciembre de 2005, el vuelo 2600 de Conviasa, un De Havilland Canada Dash 7 (matrícula YV-1003) con 36 pasajeros y 4 tripulantes a bordo, se vio obligado a realizar un aterrizaje de panza en el aeropuerto de Porlamar cuando el tren de aterrizaje no se desplegó. Después de dar vueltas alrededor de Porlamar durante una hora y media para quemar combustible, la aeronave aterrizó sin heridos.[18]
- El 30 de agosto de 2008, un Boeing 737-200 (registrado YV102T), despegó de Caracas y se dirigía a Latacunga, Ecuador, 80 kilómetros (50 millas) al sur de Quito. A bordo iban tres tripulantes (un capitán, un primer oficial y un mecánico). El avión se estrelló en la zona montañosa de los Andes de Ecuador, matando a las tres personas a bordo. El Boeing 737 había estado almacenado durante un tiempo en Caracas. Estaba siendo transportado a Latacunga, supuestamente en camino a un nuevo propietario.

- El 13 de septiembre del 2010: el vuelo 2350 de Conviasa: se precipitó a tierra en Ciudad Guayana, Venezuela, aproximadamente a las 10:20 de la mañana -hora local; específicamente sobre las instalaciones de SIDOR, dejando como saldo a 34 personas heridas y 17 fallecidas, sobreviviendo solamente una azafata por parte de la tripulación. El avión, un ATR 42-320 de matrícula YV-1010, cubría la ruta Porlamar-Ciudad Guayana, realizando un vuelo comercial, cuando se precipitó sobre las instalaciones de la Siderúrgica del Orinoco, a unas 6 millas de su destino programado, sin causar víctimas terrestres ni daños materiales de importancia a la empresa, ya que el siniestro ocurrió en un campo de desechos. La tripulación había informado al aeropuerto Manuel Carlos Piar de Ciudad Guayana sobre su próximo arribo cuando se encontraba a unas 10 millas de distancia, y esta había sido la última comunicación con la torre de control.
- El 13 de agosto de 2012, un avión ATR 72, con las siglas YV2421, que operaba el vuelo V0 2197 de Conviasa con destino a Caracas, experimentó un incidente al intentar despegar del Aeropuerto Antonio Nicolás Briceño, ubicado en Valera, estado Trujillo. Durante el despegue, una alerta en la aeronave obligó al piloto a detener el avión bruscamente. Debido a la longitud limitada de la pista, el avión tuvo que desviarse, terminando en unos matorrales y quedando peligrosamente cerca de un barranco. Afortunadamente, los 67 pasajeros y 3 miembros de la tripulación pudieron descender del avión sin lesiones y regresar al aeropuerto por sus propios medios. En declaraciones de una pasajera del vuelo, se mencionó que los pilotos colaboraron activamente durante el desalojo y, pocos minutos después del incidente, llegaron equipos de bomberos al lugar. Los pasajeros fueron trasladados de regreso al aeropuerto en vehículos que acudieron en su ayuda. Posteriormente, Conviasa comunicó a través de su cuenta oficial en Twitter que se haría cargo de trasladar a los pasajeros afectados primero a Maracaibo y, posteriormente, a Caracas en otra aeronave de la compañía.